# Vârșii Mari, Alba
Vârșii Mari este un sat în comuna Bistra din județul Alba, Transilvania, România.